# Indigofera oxytropis
Indigofera oxytropis är en ärtväxtart som beskrevs av William Henry Harvey. Indigofera oxytropis ingår i släktet indigosläktet, och familjen ärtväxter. Inga underarter finns listade i Catalogue of Life.